# Seaca (gmina w okręgu Teleorman)
Seaca – gmina w Rumunii, w okręgu Teleorman. Obejmuje miejscowości Năvodari i Seaca. W 2011 roku liczyła 2270 mieszkańców. 